# Mary Woronov
Mary Woronov (New York, 8 dicembre 1943) è un'attrice, scrittrice e artista statunitense.

## Biografia
È stata co-protagonista del film Eating Raoul nel 1982. Grande collaboratrice di Paul Bartel e amica di Andy Warhol, nonché collaboratrice della Factory .
Ha inoltre lavorato per Roger Corman, ed è comparsa in numerosi b-movies durante gli anni 80.